# Una forma di vita
Una forma di vita è un romanzo della scrittrice belga Amélie Nothomb pubblicato nel 2010. Racconta il rapporto epistolare tra un soldato statunitense in servizio in Iraq e una scrittrice che ha lo stesso nome dell'autrice.

## Trama
Nel dicembre 2008 la scrittrice Amélie Nothomb riceve una breve lettera da un soldato statunitense di nome Melvin Mapple che fa parte del contingente d'occupazione a Baghdad. L'uomo afferma di soffrire “come un cane” e le domanda una generica comprensione. L'autrice gli invia alcuni suoi libri autografati, ma Mapple risponde di essere un suo ammiratore proprio perché li ha già letti tutti.
Tra i due si sviluppa progressivamente una corrispondenza che da parte del soldato diviene più profonda durante l'anno che segue, quando Nothomb gli chiede ragione della sua sofferenza. Lettera dopo lettera, Melvin Mapple racconta la propria storia: si è arruolato dopo anni di disoccupazione e di fame, e una volta giunto in Medio Oriente l'orrore di una guerra che ormai giudica ingiusta l'ha portato a sviluppare una particolare patologia. Come molti suoi commilitoni infatti, reagisce all'orrore mangiando in continuazione.
Marvin Mapple non solo è diventato bulimico, ma è aumentato di peso fino a raggiungere i 180 kg: si sente come se avesse su di sé un secondo corpo, che egli ha battezzato con un nome di donna, Sheherazade, la sposa che racconta le storie delle Mille e una notte. I bulimici del contingente militare sono sempre allo scontro con gli altri commilitoni, e inoltre rischiano di diventare bersagli per il nemico. La loro sindrome è tenuta nascosta in patria, se ne comincia a parlare solo dopo l'elezione di Barack Obama a Presidente.
Melvin Mapple continua a confidarsi per lettera, le invia persino una propria foto, finché Nothomb gli consiglia di “trasformare il proprio corpo in un'opera d'arte” e a questo scopo lo mette in contatto con una galleria d'arte di Bruxelles. Dopo alcuni mesi però il flusso di corrispondenza si interrompe. Mapple sembra scomparso. La scrittrice svolge ricerche e arriva a individuare il nome di un certo Howard Mapple nel contingente USA a Baghdad. Gli scrive, ricevendo una risposta breve e maleducata secondo la quale Melvin Mapple è rientrato a Baltimora, la sua città.
L'autrice gli scrive e ne riceve una risposta stupita: dal momento che lui ha deciso di non corrispondere più, come può lei non serbargli rancore? Nothomb insiste, Mapple allora le rivela la verità, che la spinge a prendere un volo aereo per gli Stati Uniti per incontrarlo.

## Edizioni
Amélie Nothomb, Una forma di vita, traduzione di M.Capuani, coll. Reprint, Voland, 2014, ISBN 978-88-6243-167-5.